# 玻璃种
玻璃种，按照翡翠的“水头”划分而得的翡翠种类，是透明度第二高的翡翠。

## 玻璃种的由来
玻璃种呈全透明或半透明，肉眼观察似玻璃质地，晶莹剔透，又常泛有“荧光”。

## 关于水头
“水头”是指翡翠的透明度，行业内一般将翡翠的水头划分为十级，级数越高，表示水头越足，即透明度越高，而“玻璃种”为九至十级。

## 关于“荧光”
是由翡翠内部的晶体颗粒漫反射形成的特殊的柔和的光亮效果。